# Vulbens
Vulbens ist eine französische Gemeinde im Département Haute-Savoie in der Region Auvergne-Rhône-Alpes.

## Geographie
Vulbens liegt auf 484 m, etwa 20 Kilometer südwestlich der Stadt Genf (Luftlinie). Das Dorf erstreckt sich am südwestlichen Rand des Genfer Beckens, südlich der Rhone am Ostfuß der Montagne de Vuache, im Genevois, in der Nähe der Grenze zur Schweiz.
Die Fläche des 12,53 km² großen Gemeindegebiets umfasst einen Abschnitt des Genevois. Die nördliche Grenze verläuft entlang der Rhône, die vor dem oberen Eingang in den Défilé de l’Écluse zu einem langgezogenen Flachsee mit Schwemmlandinseln aufgestaut ist. Von hier erstreckt sich das Gemeindeareal südwärts über die Talauen und einen rund 100 Meter hohen, relativ steilen Hang auf das angrenzende Hochplateau. Der nördliche Teil dieses Plateaus wird vom Waldgebiet Bois de Collogny, der südliche Teil von Landwirtschaftsflächen eingenommen. Das Plateau von Vulbens wird durch mehrere kurze Erosionstäler untergliedert; die östliche Grenze bildet dabei der Ruisseau de Vosogne. Nach Südwesten reicht der Gemeindeboden auf den dicht bewaldeten, schmalen Kamm der Montagne de Vuache, auf der mit 920 m die höchste Erhebung von Vulbens erreicht wird.
Zu Vulbens gehören neben dem eigentlichen Dorf auch die Siedlungen La Fontaine (510 m) oberhalb und Faramaz (486 m) östlich des Dorfes. Nachbargemeinden von Vulbens sind Valleiry im Osten, Dingy-en-Vuache im Süden, Clarafond-Arcine und Chevrier im Westen, Collonges und Pougny im Norden sowie die schweizerische Gemeinde Chancy im Nordosten.

## Geschichte
Die Ortschaft wird erstmals im 11. Jahrhundert schriftlich unter dem Namen villa Wulbeengi erwähnt. Später erschienen die Bezeichnungen Vurbens und Virbens. Die Herkunft des Ortsnamens ist nicht eindeutig geklärt. Wulbeengi könnte als Abwandlung von Wilbadingi gedeutet werden, wobei letzteres etwa so viel bedeutet wie bei den Leuten des Willibad. Im Mittelalter bildete Vulbens eine eigene kleine Herrschaft, die im 13. Jahrhundert den Grafen von Genf unterstand.

## Sehenswürdigkeiten
Die Dorfkirche stammt ursprünglich aus dem 13. Jahrhundert, wurde aber im 19. Jahrhundert unter Einbezug des alten Chors weitgehend neu erbaut und vergrößert. Unter den profanen Bauwerken sind das Château de la Tour (überwiegend aus dem 17. Jahrhundert, Teile des Vorgängerbaus aus dem 13. Jahrhundert) und das Château de Faramaz (17. Jahrhundert) zu erwähnen.

## Bevölkerung
| Jahr                       | 1962 | 1968 | 1975 | 1982 | 1990 | 1999 | 2005 |
| Einwohner                  | 503  | 511  | 552  | 667  | 751  | 784  | 845  |
| Quellen: Cassini und INSEE |      |      |      |      |      |      |      |

Mit 1698 Einwohnern (Stand 1. Januar 2022) gehört Vulbens zu den kleinen Gemeinden des Département Haute-Savoie. Seit Mitte der 1970er Jahre wurde eine deutliche Bevölkerungszunahme verzeichnet. So wurden außerhalb des alten Ortskerns zahlreiche Einfamilienhäuser gebaut.

## Wirtschaft und Infrastruktur
Vulbens war bis weit ins 20. Jahrhundert hinein ein vorwiegend durch die Landwirtschaft geprägtes Dorf. Heute gibt es verschiedene Betriebe des lokalen Kleingewerbes. Zahlreiche Erwerbstätige sind auch Wegpendler, die in den größeren Ortschaften der Umgebung, vor allem aber im Raum Genf-Annemasse, ihrer Arbeit nachgehen.
Die Ortschaft ist verkehrsmäßig recht gut erschlossen. Sie liegt an der Hauptstraße N206, die von Annemasse via Saint-Julien-en-Genevois nach Bellegarde-sur-Valserine führt. Auch die Autobahn A40 durchquert das Gemeindegebiet, der nächste Anschluss befindet sich jedoch in einer Entfernung von rund 15 Kilometern. Der Ort besaß zudem einen Bahnhof an der Strecke Bellegarde–Annemasse.